# Токко
Токко — река в России, протекает по Олёкминскому улусу Якутии. Правый приток реки Чары (бассейн Лены). Длина реки составляет 446 км, площадь водосборного бассейна — 23 100 км². Среднегодовой расход воды — 220 м³/с.
Берёт начало на хребте Удокан и протекает по Олёкмо-Чарскому плоскогорью. Река замерзает в октябре и остаётся под ледяным покровом до мая. Питание преимущественно снеговое.
Судоходна, участок протяжённостью 131 км от села Тяня до устья входит в перечень внутренних водных путей России.

## Данные водного реестра
По данным государственного водного реестра России и геоинформационной системы водохозяйственного районирования территории РФ, подготовленной Федеральным агентством водных ресурсов:
- Бассейновый округ — Ленский
- Речной бассейн реки — Лена
- Речной подбассейн реки — Олёкма
- Водохозяйственный участок реки — Чара

## Притоки
Объекты перечислены по порядку от устья к истоку.
- 7 км: Эбэлээх
- 28 км: Кюёлбэр
- 32 км: Улахан-Сыккыраа
- 33 км: Куччугуй-Сыккыраа
- 35 км: Аллара-Курунг-Юрэх
- 42 км: Ньучча-Юрэх
- 47 км: Юёсэ-Курунг-Юрэх
- 59 км: Куччугуй-Тукулаах
- 72 км: Улахан-Сэгэлээннээх
- 86 км: Тукулаах
- 92 км: Боккут
- 93 км: Кыра-Сэгэлээннээх
- 109 км: Булуус
- 115 км: Кыра-Кумахылаах
- 118 км: Тиэрбэс
- 123 км: Кумахылаах
- 136 км: Тяня
- 148 км: Дабайаан
- 153 км: Кыскыма
- 164 км: Юкте
- 174 км: Тунгус-Оноктах
- 177 км: река без названия
- 185 км: Ниж. Джеге
- 185 км: Мотоху
- 193 км: Дюган
- 198 км: Чухак
- 201 км: Ренчикей
- 201 км: Ягалах
- 206 км: Монгдьоон
- 209 км: Верх. Джеге
- 220 км: Сундукак
- 223 км: Торгочон
- 228 км: Торго
- 229 км: Угун-Урья
- 230 км: Лэкээкэ
- 239 км: Соктокут
- 250 км: Тантыкагыкта
- 254 км: Делингда
- 260 км: Дебенек
- 265 км: Оннороох
- 266 км: река без названия
- 273 км: Чоруода
- 277 км: река без названия
- 283 км: река без названия
- 289 км: Угу
- 297 км: Кебекте
- 302 км: Джега
- 308 км: река без названия
- 312 км: Ыстанах
- 314 км: река без названия
- 317 км: Алаткит
- 318 км: река без названия
- 318 км: Сиберкан
- 341 км: Богодикта
- 363 км: река без названия
- 366 км: река без названия
- 377 км: Эвонокит
- 393 км: Учулюк
- 404 км: Комиликан
- 421 км: река без названия